# Antonio Geraldini
Antonio Geraldini (Amelia, 1448/1449 – agosto de 1489) fue un humanista, poeta, cronista y presbítero italiano, hermano del obispo Alessandro Geraldini.

## Biografía
Hijo de Andrea y de Graziosa, inició sus estudios en su ciudad natal con el profesor Grifo y luego con su tío Angelo, a quien acompañó en 1469 en un viaje a la corte española. Pronto comenzó a componer poemas que dedicó a Pedro de Médici y a otras personalidades de la época, incluido el papa Pablo II.
De regreso a Italia, permaneció un breve tiempo en Nápoles y Roma antes de regresar a España a la corte de Juan II de Aragón. Bajo órdenes del rey, realizó viajes diplomáticos a las principales cortes europeas, incluidas las de Francia e Inglaterra. En 1470 era secretario del rey.
Tras la muerte de Juan II y una estancia en Sicilia, volvió a la corte española al servicio de los Reyes Católicos. En 1480 era pronotario de Fernando el Católico. Fernando le nombró preceptor de su hijo Alonso y otras dos hijas en Zaragoza. Alonso se convertiría posteriormente en  arzobispo de Zaragoza y virrey de Aragón. Geraldini dedicaría un Carmen Bucolicum (Roma, 1485 i Salamanca, 1505) a Alonso de Aragón y este lo coronó como poeta laureado en 1571. También dedicó su Carmina a Juana de Aragón y al cardenal Pedro González de Mendoza. Se ha comparado la influencia de Geraldini en la Corona de Aragón con la de Antonio Nebrija en la Corona de Castilla.
Embajador a su servicio, pasó los últimos años de su vida en misiones a estados extranjeros como los Estados Pontificios, siendo recibido por el papa Inocencio VIII.
Murió en agosto de 1489 en España, probablemente en Marchena.

## Obras principales
- De vita Angeli Geraldini - biografía del tío
- Carmina - en varios tomos
- Carmen bucolicum
- Carmen de praedio suessano